# 加藤翼 (子役)
加藤 翼（かとう つばさ、2001年10月28日 - ）は、日本の元子役。埼玉県熊谷市出身。

## 出演

### テレビドラマ
- 大奥〜華の乱〜（2005年、フジテレビ） - 徳松 役
- 新・風のロンド（2006年、フジテレビ） - 野代昇 役
- 土曜ドラマ ディロン〜運命の犬 第5話（2006年、NHK総合） - 吉岡進 役
- 今週、妻が浮気します（2007年、フジテレビ） - 堂々力 役
- 金曜プレステージ パパの涙で子は育つ（2007年、フジテレビ） - ユウタ 役
- 新幹線ガール（2007年、日本テレビ） - 光太 役
- 1ポンドの福音（2008年、日本テレビ） - 男の子 役
- 相棒 シーズン7（2009年、テレビ朝日） - 岸俊平 役
- RESCUE〜特別高度救助隊 第1話（2009年、TBS） - つばさ 役
- 大好き!五つ子（2009年、TBS） - 坂本太郎 役
- ゴッドハンド輝 最終話（2009年5月16日、TBS） - タケシ 役
- ハンチョウ〜神南署安積班〜シリーズ3（2010年7月-9月、TBS）- 中沢大樹 役
- 釣り刑事 第1話（2010年9月、TBS） - 矢島啓介 役
- 99年の愛〜JAPANESE AMERICANS〜（2010年11月、TBS） - 太田直人 役
- プロポーズ兄弟〜生まれ順別 男が結婚する方法〜 第4夜「一人っ子が結婚する方法」（2011年2月24日、フジテレビ） - 鈴木敬 役
- アスコーマーチ〜明日香工業高校物語〜 第1話・第5話（2011年4月24日・6月5日、テレビ朝日） - 玉木誠次 役
- HUNTER〜その女たち、賞金稼ぎ〜（2011年10月-12月、関西テレビ） - 和久井一平 役
- おかしな刑事「花笠まつり殺人事件 二つの死体と似顔絵の美女 山形かみのやま温泉〜楽焼絵皿に謎」（2013年6月22日、テレビ朝日）　- 川村啓太（幼少期） 役
- 月曜ゴールデン 世田谷駐在刑事2（2014年4月7日、TBS） - 鈴木一生 役

### 映画
- クレーマー（2008年4月12日公開） - 宮田隆聖 役
- 私は貝になりたい（2008年11月22日公開） - 清水健一 役
- Paradise Kiss パラダイス・キス（2011年6月4日公開）
- ワラライフ!!（2011年1月29日公開）

### テレビCM
- EPSON カラリオ
- ソフトバンク AQUOSケータイ〜予想外のいい動き・砂場篇〜（2006年）
- 水谷園 ブナピー玉子（2006年）
- 伊藤園 梅涼み -井戸水と花火篇-

### ラジオCM
- 第一三共ヘルスケア
- 全国労働組合総連合